# 마쓰다이라 다다쓰네 (1720년)
마쓰다이라 다다쓰네(일본어: 松平忠恒, 1720년 ~ 1768년 12월 16일)는 고오리번의 3대 번주이자, 시노즈카번, 가미사토미번의 번주이며, 오바타 번의 초대 번주이다. 어릴적 이름은 사다타로(定太郎)이다. 관위는 종5위하, 오쿠라쇼호(大蔵少輔), 구나이쇼호(宮内少輔), 셋쓰노카미(摂津守)이다.
고오리번 2대 번주 마쓰다이라 다다아키라의 둘째 아들로 태어났다. 형 다다유키가 일찍 사망하자 적자가 되었다. 1734년에 관위를 서임받았고, 1736년에 아버지가 사망하면서 번주 자리에 올랐다. 1747년 음력 3월에 소자반(奏者番)이 되었고, 같은해 음력 7월에는 시노즈카번으로 이봉되었다. 또 음력 9월에는 지샤부교(寺社奉行)를 겸임하였다. 1748년에 가미사토미번으로 이봉되었고, 같은해 음력 10월에는 와카도시요리(若年寄)로 승진하였다. 1767년, 오바타 번으로 이봉되었다가, 이듬해 사망하였다. 장남 다다요시가 그 뒤를 이었다.
| 전임 오다 노부쿠니 | 제1대 오바타 번 번주 (오쿠다이라 마쓰다이라가) 1767년 ~ 1768년 | 후임 마쓰다이라 다다요시 |